# Đường sắt xuyên Siberia
Đường sắt xuyên Siberia (tiếng Nga: Транссибирская железнодорожная магистраль) là đường sắt xuyên lục địa Á-Âu, đi từ Moskva đến Vladivostok.

## Lịch sử
Tháng 3 năm 1891, Nikolai II, người sau này trở thành Sa hoàng Nga, đã làm lễ khởi công xây dựng phân khúc Viễn Đông của tuyến đường sắt xuyên Siberia trong thời gian dừng lại tại Vladivostok, sau khi tới thăm Nhật Bản vào cuối cuộc chu du thế giới của mình. Nicholas II đã ghi chú trong nhật ký của ông về dự đoán của mình đi du lịch trong sự thoải mái của "Tàu hỏa của Sa hoàng" qua vùng đất hoang sơ của Siberia. Tàu của Sa hoàng được thiết kế và được đóng tại Sankt-Peterburg làm văn phòng di động chính của Sa hoàng và nhân viên của mình để đi du lịch qua nước Nga.
Tuyến đường chính của đường sắt xuyên Siberia bắt đầu ở Moskva tại Yaroslavsky Vokzal, chạy qua Yaroslavl, Chelyabinsk, Omsk, NovoSiberiask, Irkutsk, Ulan-Ude, Chita và Khabarovsk tới Vladivostok qua phía nam Siberia và được xây dựng từ 1891 tới 1916 dưới sự giám sát của các bộ trưởng chính phủ Nga do đích thân Sa hoàng Aleksandr III và Nikolai II bổ nhiệm. Tuyến bổ sung Đông Trung Quốc được xây dựng như là hợp phần Nga-Trung Quốc của tuyến đường sắt xuyên Siberia, kết nối Nga với Trung Quốc và tạo ra một tuyến đường ngắn hơn để đến thành phố cảng Vladivostok, và nó được điều hành bởi một đội ngũ nhân viên Nga và chính quyền tại Cáp Nhĩ Tân.
Tuyến đường sắt xuyên Siberia thường gắn liền với tuyến chính của Nga xuyên lục địa kết nối hàng trăm thành phố lớn và nhỏ của các bộ phận châu Âu và châu Á của Nga. Với 9.259 km (5.753 dặm), trải rộng qua 7 múi giờ và phải mất tám ngày để hoàn thành cuộc hành trình, nó là tuyến đường sắt liên tục thực sự dài thứ 3 trên thế giới, sau tuyến Moskva-Bình Nhưỡng (10.267 km, 6.380 mi) và Kiev-Vladivostok (11.085 km, 6.888 mi), cả hai đều thực hiện theo tuyến xuyên Siberia trong phần lớn hành trình tuyến đường.
Một tuyến đường chính thứ hai là tuyến xuyên Mãn Châu, trùng với tuyến xuyên Siberia Tarskaya (dừng lại khoảng 12 km về phía đông của Karymskaya, Zabaykalsky Krai), khoảng 1.000 km về phía đông của hồ Baikal. Từ Tarskaya theo hướng xuyên Mãn Châu về phía đông nam, qua Cáp Nhĩ Tân và Mẫu Đơn Giang ở các tỉnh Đông Bắc của Trung Quốc (từ nơi mà một kết nối tới Bắc Kinh được sử dụng bởi một trong những xe lửa Moskva-Bắc Kinh), gia nhập với các tuyến đường chính trong Ussuriysk phía bắc của Vladivostok. Đây là tuyến đường sắt ngắn nhất và lâu đời nhất đến Vladivostok. Một số xe lửa tách ra tại Thẩm Dương, Trung Quốc, với một phần của tuyến tiếp tục đến Bình Nhưỡng, Bắc Triều Tiên.
Tuyến đường chính thứ ba là tuyến đường sắt xuyên Mông Cổ, trùng hợp với tuyến xuyên Siberia đến tận Ulan-Ude trên bờ phía đông của hồ Baikal. Từ Ulan-Ude xuyên Mông Cổ đứng đầu phía nam để Ulaan Baatar trước khi đưa ra phía đông nam đường tới Bắc Kinh.
Năm 1991, một tuyến đường thứ tư tiếp tục chạy về phía bắc cuối cùng đã được hoàn thành, sau hơn năm thập kỷ làm việc không thường xuyên. Được biết đến như Đường sắt  Baikal - Amur(BAM), mở rộng gần đây khởi hành từ tuyến xuyên Siberia Taishet vài trăm dặm về phía tây của hồ Baikal và chuyển hồ ở cực bắc của nó. Nó đi qua sông Amur tại Komsomolsk-na-Amure (phía bắc của Khabarovsk), và đạt đến Thái Bình Dương tại Sovetskaya Gavan.
Ngày 13 tháng 10 năm 2011, một đoàn tàu từ Khasan chạy thử đển Rajin ở Bắc Triều Tiên.

## Hành trình
- Moskva (0 km)
- Nizhny Novgorod (442 km) sông Volga
- Perm (1436 km) sông Kama
- Cột trắng đánh dấu ranh giới châu Âu và châu Á (1777 km)
- Yekaterinburg (1816 km) dãy Ural
- Omsk (2712 km) sông Irtysh
- NovoSiberiask (3335 km) sông Obi
- Krasnoyarsk (4098 km) sông Enisei
- Irkutsk (5185 km) biển Baikal
- Ulan-Ude (5642 km)
- Nối với Đường sắt xuyên Mông Cổ (5655 km)
- Chita (6199 km)
- Nối với Đường sắt xuyên Mãn Châu tại Tarskaya (6312 km)
- Nối với Đường sắt Amur-Yakutsk (7273 km)
- Khabarovsk (8521 km) sông Amur
- Vladivostok (9288 km, + 7h), Thái Bình Dương